# 존 매케인
존 시드니 매케인 3세(John Sidney McCain III, 1936년 8월 29일 ~ 2018년 8월 25일)는 미국의 하원의원과 상원의원을 지낸 정치인이며 2008년 미국 대통령 선거 미국 공화당 대통령 후보였다.
매케인의 할아버지와 아버지 모두 미국 해군에서 제독을 지냈으며, 미국 해군 사상 최초의 4성 제독 부자이다. 매케인 본인도 미국 해군사관학교를 졸업하고 항공모함에서 전투기 조종사로 베트남 전쟁에 참전하였다. 1967년 작전 도중 격추되어 5년 반 동안 전쟁포로가 되었으며 이후 1973년 파리 협정으로 풀려났다.
1981년에 해군에서 퇴역한 후 애리조나주로 이주하였으며 정치 생활을 시작하였다. 1982년 애리조나 제1선거구의 미국 하원의원으로 당선되었으며 두번의 임기를 지낸다. 1986년에는 애리조나주의 미국 상원의원이 되었으며 1992년, 1998년과 2004년의 선거에서 승리했다.
일반적으로 미국 보수주의적 경향으로 알려져 있으나 몇 가지 의제에 대해서는 공화당의 주류와는 다른 견해를 가져 정치적 독자노선을 걷기도 하였다.
2000년에 공화당 대통령 후보 지명전에 뛰어들었으나 조지 W. 부시에게 패하였다. 2008년 공화당 대통령 후보 지명전에서는 초기의 열세에도 불구하고 줄리아니 후보 사퇴 후, 지지를 받게 되면서 공화당 대통령 후보로 지명받는 데 성공하였다. 종교는 1990년까지는 미국 성공회 신자였으며, 2000년부터 침례교 신자가 되었다.
뇌종양 투병 중 2018년 8월 26일, 81세를 일기로 타계했다.

## 어린 시절
매케인은 1936년 8월 29일 미국령의 파나마 운하를 지키는 코코 솔로 공군기지에서 출생하였다. 스코틀랜드계와 아일랜드계 조상을 두었으며 아버지는 해군 제독인 존 S. "잭" 매케인이고 어머니는 로베르사 매케인이다. 매케인의 할아버지인 존 S. "슬루" 매케인 또한 해군 제독으로 항공모함을 이용한 전략을 세운 선구자로 제2차 세계 대전에서 태평양 함대에 복무하였다. 아버지인 "잭" 매케인은 잠수함 함장으로 은성무공훈장과 동성무공훈장을 수여 받았다.
군인가족이 보통 그러하듯 어린시절에는 뉴런던, 코네티컷, 진주만 등 다양한 곳의 아버지 임지를 따라 다녔다. 전쟁이 끝난 후에도 아버지는 해군에 남았으며 노던 버지니아에 정책하게 되었다. 고등학교 시절에는 레슬링을 했으며 경량급에서 두각을 나타냈으며 이때의 별명은 "펑크" 혹은 "맥내스티"였다. 1954년 고등학교를 졸업할 때까지 아버지의 전근 덕분에 거의 20여개가 넘는 학교를 다녔다고 한다.

## 존 매케인 이지스함
USS 존 S. 매케인 (DDG-56) 이지스함의 함명은 존 S. 매케인 시니어(1884년 8월 9일 – 1945년 9월 6일)와 존 S. 매케인 주니어(1911년 1월 17일 – 1981년 3월 22일) 부자의 이름을 딴 것이다. 이들 부자는 미국 해군 사상 첫 4성 장군 부자이다. 2008년 제44대 미국 대통령 선거에서 버락 오바마 민주당 후보에 패한 존 매케인 3세 공화당 후보의 부친과 조부이다.
존 매케인 구축함은 이전에도 있었다. 즉, 1978년에 퇴역한 USS John S. McCain (DL-3)이다. 이 구축함은 존 S. 매케인 시니어의 이름을 딴 것이었고, 알레이버크급인 DDG-56은 시니어와 주니어 부자의 이름을 딴 것이다.

## 해군시절
할아버지와 아버지의 뒤를 이어 매케인은 미합중국 해군사관학교에 입학하였다. 그는 영문학, 역사 등의 과목에 흥미를 보였으나, 본인이 별다른 흥미를 느끼지 못했던 수학과 같은 과목은 오로지 낙제를 면할 정도로만 공부했다.
소위로 임관한 매케인은 플로리다와 택사스에서 2년 반동안 공군 조종사로 훈련을 받았다. 이때 조종하던 기종은 A-1 스카이레이더였다. 1960년 비행학교를 졸업하고 해군 전투기 조종사가 되었다.
매케인은 항공모함 USS 인트레피드와 항공모함 USS 엔터프라이즈에 배속되었으며 엔터프라이즈 항공모함에 배속 당시 1962년 쿠바 미사일 위기 때 쿠바 봉쇄에 참여하였다. 이후 미시시피 주의 메리디안 해군 기지에서 항공교관으로 일했는데, 그곳은 그의 할아버지 매케인 제독의 이름을 딴 매케인 활주로가 있는 곳이었다. 1965년 캐롤 쉐프와 결혼 하였다. 1966년 전투임무를 자원하여 항공모함 USS 포레스톨에 배속되어 A-4 스카이호크를 몰았다. 이때 아버지 "잭" 매케인이 제독이 되었으며 1967년에는 4성 제독이 되어 유럽의 해군 사령관을 맡았다.

### 베트남 전쟁 참전
1967년 봄 포레스톨 항공모함이 롤링선더 작전의 임무를 맡게 되면서 북 베트남에 폭격하는 일을 하게 되었고, 이때 프레스톨 항공모함이 공격을 받아 큰 피해를 입었다. 1967년 10월 경에는 도합 22번의 폭격임무를 수행하였다.
1967년 10월 26일 매케인은 하노이시 중심부의 바딘군(quận Ba Đình, 郡巴亭) 엔푸마을(Phường Yên Phụ, 安阜坊) 공장지대를 폭격하는 임무를 띠고 A-4 스카이호크를 타고 출동했다가 소련제 SA-2 지대공 미사일을 맞아 추락하게 된다. 그는 두 팔이 골절, 다리에 총상을 입고도 탈출에 성공하였으나 하노이 중심 북부 쭉박 호수(Hô Trúc Bạch, 湖竹帛)에 떨어져 의식을 잃었다. 그러나 하노이시 군인과 민간인들에 의해 구조되어 구급조치를 받고 나서 의식을 되찾았으며, 그후 포로로서 하노이의 호아로감옥(Nhà Tù Hỏa Lò)에 수용되었다.
베트남은 추락한 이곳에 그의 추락사실을 기록한 기념비를 세웠다. 기념비는 서호(Hồ Tây, 湖西)와 쭉박호를 가르는 도로의 쭉박호수 쪽 인도에 세워져 있는데 기념비의 뒷 공간이 더 넓어 대부분 사람들이 그냥 지나쳐버린다. 여기에는 다음과 같이 적혀있다. (한글 번역) 1967년 10월 26일 군과 민간인이 이날 여기 옌푸(YÊN PHỤ) 전기 공장에 (폭탄을) 떨어뜨린 10대 비행기 중의 하나인 미국 해군 소속 부대 공군 소령 JOHN SIDNY McCAIN 비행기 조종사를 수도 하노이 쭉박호(HÔ TRÚC BẠCH)에서 생포했다.
일명 "하노이 힐튼"이라는 별명으로 미국 전쟁 포로 사이에서 유명한 곳이었다. 그곳에서 치료도 제대로 못 받은 채 구타와 고문을 받았다. 그 후 6주를 호아로 병원에서 치료를 받았으며 몸무게는 거의 50파운드(약 23킬로그램)나 빠졌으며 머리는 하얗게 변하고 말았다. 1967년 12월 그는 하노이 외곽의 포로수용소로 이감 되었다. 같이 수감된 동료들 덕분에 살아난 그는 1968년부터는 독방에 수감되었다. 1968년 7월 그의 아버지 "잭" 매케인 제독이 태평양 사령관이 되자 북 베트남은 외부 선전 목적으로 조기 석방을 제안하였으나 매케인은 "먼저 들어온 사람이 먼저 나간다."는 군인 수칙대로 본인보다 먼저 잡힌 포로들이 모두 석방될 때까지 석방 될 수 없다며 제안을 거절한다.
1968년 8월에 매케인은 수많은 고문을 받았으며 강제로 자신들이 "검은 범죄자"이며 "공적"이라는 자백서를 쓰고 서명할 것을 요구 받아 결국 그렇게 썼다. 그러나 그는 일부러 문법에 맞지 않는 글을 쓰는 등 강요에 의한 것임을 간접적으로 표현하였다. 이후 그는 "나는 우리 모두가 배운 것을 거기서 배웠다: 모든 사람은 부러지는 때가 있고 그때 나는 그 한계에 부딪혔다." 당시 많은 미국 포로들이 비슷한 고문과 자백을 강요받았다. 이때 데이비드 데링거, 톰 헤이던, 레니 데이비스 같은 반전 평화 단체들이 하노이를 방문해서 그를 만나고자 하는 것을 거절하기도 했다. 제독인 아버지와 연결되어 자신을 이용하고자 하는 북 베트남의 선전에 말려들지 않기 위해서였다.
1969년 10월부터 매케인과 다른 전쟁포로들에 대한 처우가 갑자기 개선되었으며 1969년 12월에는 "하노이 힐튼"으로 다시 이감되었다. 1970년에야 독방 감금이 끝났다.
1973년 1월 27일 파리 평화 조약에 서명하고 나서야 매케인의 5년 반 동안의 긴 포로생활은 끝나고 3월 15일에 석방되었다.
이러한 경위로 인해 매케인은 2000년이 되도록 Gook이라는 차별어를 사용했다.

### 귀향 후
미국으로 귀향한 매케인은 아내 캐롤과 다시 합치게 되었지만 1969년 12월에 불의의 교통사고를 당한 아내는 이미 다리를 쓸 수 없었으며 회복 중이었다. 돌아온 전쟁포로로서 매케인은 유명해졌으며 뉴욕타임즈지에 필리핀 클라크 공군기지에 귀환하는 그의 모습이 실리기도 했다. 몇 번의 귀환행사 중 백악관에서 리처드 닉슨대통령과 목발을 짚은 채로 악수하는 장면은 사람들에게 깊은 인상을 심어 주었다.
1973년에서 1974년까지 국립 전쟁 대학에 근무하면서 재활 치료를 받았다. 그는 다시 비행할 수 있으리라고는 생각지 못할 만큼 육체적으로 힘들었으나 힘든 재활 훈련 끝에 1974년 다시 비행 시험을 통과하였다. 그는 VA-174 헬레이저의 비행지휘관이 되었으며 플로리다주 잭슨빌 근처의 세실 해군 비행장에서 A-7 콜세어 II 비행단을 지휘하였다. 한편 그는 결혼생활 유지에 실패하였으며 이혼하게 되었다.
1976년 정계에 입문할 것을 생각하게 되었고 제임스 홀러웨이 제독의 추천으로 1977년 미국 상원에 파견근무를 하게 된다. 이 때부터 공화당과 민주당의 여러 정계 인사들과 접촉하게 되었는데 특히 택사스 주 공화당 상원의원 존 타워와 절친한 사이가 된다. 1979년 하와이에서 17살 어린 신디 루 헨슬리를 만나게 되어 사랑에 빠지게 되었다. 그녀는 부유한 앤하우저-부쉬 맥주의 배급자인 제임스 윌리스 헨슬리의 딸이었으며 교사였다. 이때쯤 그의 해군에서의 미래는 그리 밝아보이지 않았으며 할아버지나 아버지같이 제독이 되지는 못할 것이라 생각하였다. 1980년 4월 2일 캐롤과 이혼을 하고 버지니아와 플로리다에 있는 집을 주고 향후 치료비를 보조해 줄 것을 약속하였다. 1980년 5월 17일 신디 헨슬리와 결혼하였는데 윌리엄 코헨 상원의원과 게리 하트가 신랑들러리를 섰다. 1981년 대령으로 예편하였다. 그는 군복무동안 은성무공훈장과 동성무공훈장, 레지온메릿훈장, 퍼플하트 훈장과 우수비행사기장을 수여받았다. 2008년 대통령 선거를 위한 매케인의 로고에서는 은성무공훈장을 상징하는 별을 볼 수 있다.

## 정치생활

### 미국하원의원 시절
피닉스에 살면서 매케인은 장인인 짐 헨슬리의 앤하우저-부쉬 맥주의 배급회사에서 부사장으로 근무하였다. 거기서 찰스 키팅, 파이프 시밍톤과 같은 지방 유력 인사들의 지지를 받게 되었다. 애리조나 제1선거구의 공화당 하원의원 존 제이콥 로즈 주니어가 오랜 의원생활을 마치고 은퇴를 하게 되자 1982년 매케인은 공화당 후보로 선거전에 뛰어들어 선거에서 승리하였다. 1983년 신임하원의원 대표로 선출되어 두각을 나타내었으며 내무부위원회 의원으로 소속되었으며 이후 인디언 문제등에 관여하였다. 1984년에 재선에 성공하였으며 이 임기중에 인디언 경제 개발 지원 법안을 통과시키는 성과를 올렸다.
1984년 매케인과 그의 아내 신디는 첫딸인 멕한을 낳았으며 1986년에는 존 시드니 4세와 1988년에는 아들 제임스를 낳았다. 1991년에는 마더 테레사의 고아원에서 자라던 3개월된 여자아기를 입양하여 브리짓이라고 이름지었다. 1994년 아내 신디가 진통제 중독에 빠진것을 공개하였는데 그녀는 이러한 고통에 빠진 다른 사람들에게 용기를 주기 위해 고백했다고 말했다. 1990년 초부터 그의 가족은 북 피닉스 침례교회에 다니기 시작했다. 그는 자신을 아직 미국 성공회 교인으로 말하고 있지만, 그를 제외한 그의 아내와 두 명의 자식들은 침례교회에서 침례를 받았다.

### 미국상원의원 시절
1986년 미국보수주의를 대표하는 애리조나 출신의 상원의원 배리 골드워터가 은퇴하게 되자 매케인은 애리조나 주의 상원의원에 도전하였다. 예비선거에서 다른 공화당 후보 없이 지명을 받았으며 60퍼센트의 득표율로 리처드 킴볼 후보를 이겼다. 1987년부터 상원의 상원군사위원회에서 일하게 되었는데 이 일은 이전 그가 해군대표로 파견나와서 지원하던 일이었다. 그 후 상원통상위원회와 인디언문제위원회에 가담하였으며 재정적자일 경우 지출을 자동적으로 삭감하는 그램-루드만 법안의 적극적으로 지원하였다. 1988년 공화당 전당대회의 연설에서 전쟁포로로서의 전력과 뛰어난 연설 덕분에 전국적인 관심을 얻게 된다.

#### 키팅 파이브 스캔들
매케인의 승승장구하던 정치적 경력은 1980년대 키팅 파이브 스캔들로 위기를 맞게 되었다. 아메리칸 컨티넨탈 주식회사의 자회사인 링컨 저축 및 대출조합의 찰스 키팅이 어떤 잘못된 대출로 인해 문제를 일으켰는데 키팅이 정치적으로 지원하던 다섯 명의 상원의원 중 한 명이 매케인이었다. 1982년에서 1987년 사이 매케인은 키팅과 그의 관계자들로부터 최소 11만2천달러의 정치자금을 받았으며 매케인의 아내와 장인은 35만9천 달러를 키팅이 만든 쇼핑센터에 투자하였다. 결국 키팅의 부동산 투자는 실패하였으며 많은 이들이 이 때문에 파산하였다. 연방규제위원회는 약 11억 달러의 사기및 부정행위 혐의로 키팅을 고소하였으며 그의 지원을 받던 다섯 명의 상원의원들도 조사를 받았다. 매케인은 이 스캔들에서 살아 남을 수 있었으며 마침 1991년 걸프 전쟁이 터지자 그의 군경력과 전쟁포로 경험은 그를 중요인물로 만들어 주었다. 1992년에는 56퍼센트의 지지율로 재선에 성공하였다.

### 독자주의 노선
1993년 1월 국제 공화당 연구소의 회장으로 선임되어 외교문제에서 경험을 쌓게 되었다. 그는 1991년에서 1993년 사이 같은 베트남전 참전 군인 출신인 존 케리상원의원이 의장으로 있던 전쟁포로와 실종자 문제를 다루는 특별상원위원회의 멤버로 활동하였다. 이때 여러 민주당 상원의원들과도 협력하게 되었으며 베트남을 방문하고 많은 기밀문서를 해제시키는 등의 활동을 하게 되었다. 실종미군을 찾는 활동과 함께 베트남과의 관계정상화를 지원하였는데 그는 "이제는 상처를 아물 시간이다. 그것이 전쟁을 끝내는 방법이며 계속 살아가야할 시기이다."라고 말하였다. 특히 그는 베트남을 중국과 상대하기 위한 하나의 중요한 지역적 전략 요충지로 보았다. 1994년 존 케리 상원의원과 매케인은 베트남에 대한 수출 금지 조치를 철회하고 관계정상화를 추진하도록하는 결의안을 통과시키는 데 성공하였다. 그러나 이러한 활동은 공화당 내부에서 비판을 받았다. 이러한 활동의 결과로 1995년 빌 클린턴 대통령은 베트남과의 외교정상화를 이룩하게 되었다.
1996년 대선이 시작하자 당시 여당상원대표였던 밥 돌에 의해 부통령 후보로 거론되지만 성사되지 못했다. 1997년 상원상공위원회의 의장이 되면서 주목받았는데 그해 타임지는 그를 미국에서 가장 영향력있는 25인중의 한명으로 선정하였다. 이때 담배회사를 대상으로 한 담배세를 인상하여 흡연의 피해로 인한 건강복지비용을 마련하고자 하였으며 특히 청소년 흡연과 흡연에 의한 건강문제를 연구하는 기금을 조성하여 당시 대부분의 공화당원들이 이를 반대하였으나 그는 빌 클린턴 대통령을 지지하였다. 그러나 이 법안은 부결되었으며 1998년에 매케인-페인골드 법안이 이 문제를 다시 제기하였으나 실패하였다. 매케인으로서는 뼈아픈 정치적 패배였다.
1998년 매케인은 69퍼센트의 지지로 삼선에 성공하였다. 1999년 매케인-페인골드 법안은 다시 의회의 상정되었으나 실패하였다. 하지만 그들의 이 법안에 대한 노력과 선거자금법개편을 위한 노력을 인정받아 존 F. 케네디 대통령을 기념하는 '용기있는 인물상'을 페인골드와 함께 수상하였다.

### 2000년 대선
1999년 8월 매케인은 공동저자로 "나의 아버지들의 믿음"이라는 책을 펴내어 베스트셀러 작가가 되었다. 이 성공은 2000년 대선에 출마하는 데 도움이 되었다. 뉴헴프셔예비선거에서는 열정적인 모습을 보여 49퍼센트의 지지율로 부시의 30%를 이겼다. 부시진영은 이 선거전에서 입양한 딸이 사실은 친자식이라는 소문, 그가 전쟁포로시절 세뇌 당했다는 음모론, 귀향 후 남겨진 전우를 잊은 배반자, 부인의 약물중독등의 악성소문들을 퍼뜨렸다. 이후 사우스 캐롤라이나 주에서의 예비선거 패배 이후 좀처럼 지지율은 오르지 않았고, 2000년 3월 7일 슈퍼화요일에서 결정적으로 밀리게 되어 2000년 3월 9일 선거전을 포기하였다.

### 2001년에서 2004년 대선 시기까지
2001년 9월 11일의 9.11테러 사건 발발전까지 그는 담배회사 문제를 다룬 매케인-페인골드 법안등의 문제에서 공화당과 조지 부시 정부와 대립하였으나 테러사건 이후에는 군사적 문제에 관해서는 적극적 지지자가 되었다. 매케인과 민주당 상원의원 조 리버만은 9.11 조사 위원회 법안을 만들었으며 또한 민주당 상원의원 프리츠 홀링과는 항공 운송 보안 법을 공동으로 만들어 미국 운송 보안국의 산하에서 연방정부가 공항 안전을 담당하도록 만들었다.
2002년 3월 엔론 사건의 여파 속에 매케인-페인골드 법안은 상하원을 모두 통과하였다. 이는 상원의원으로서 이룬 매케인의 가장 큰 입법 업적이 되었다. 또한 양당 선거 개혁법안도 통과되는 성과를 이루었다.
한편 이라크 전쟁을 시작하게 되자 부시 대통령을 적극 지지하였으며 2002년 10월의 이라크 전쟁 해결방안에 찬성하였다. 하지만 2003년 11월 이라크를 방문하고 나서부터는 도널드 럼스펠드 당시 국방장관의 이라크 전쟁 수행 능력에 대해 공공연히 비판하였다.
2004년 대선기간 동안 부통령으로 지명하는 것을 활발히 민주당내에서 논의되었는데 특히 민주당 대통령 후보지명자인 존 케리상원의원과는 이전에 전쟁포로와 실종자 문제 특별상원위원회에서 같이 활동하여 막역한 사이였고 당파문제를 초월하게 되면 부동표 흡수를 할 수 있다는 전략적 잇점이 고려되었다. 하지만 매케인은 결국 거절하였고 매케인은 공식적으로 어떠한 부통령후보직 제안도 받은 적이 없었다고 부정하였다. 2004년 공화당 전당대회에서 매케인은 부시의 재선을 적극적으로 도왔다. 한편으로 존 케리 상원의원의 베트남전 참전 사실을 음해하는 것을 변호하기도 하였다. 2004년 상원의원으로서 다시 재선에 성공하였다.

### 2005년에서 2007년사이

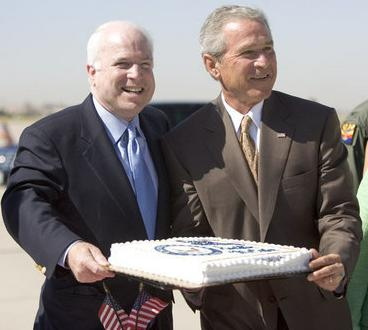
2005년 부시와 함께 있는 존 매케인

2002년 10월 12일 처음 새터데이 나이트 라이브에 출연한 후 2006년에는 데일리 쇼의 고정 출연자가 되었다. 여기서 그는 11번이나 출연하여 가장 많이 출연한 사람이 되었다. 코난 오브라이언의 레이트 나이트 쇼에도 출연하였고 제이 레노의 투나잇 쇼, 데이비드 레터맨의 레이트 쇼에도 출연하였다. 2006년 텔레비전 시리즈 24에 우정출연했고 영화 웨딩 크러셔에도 우정출연하였다. 2005년 A&E에서는 매케인의 포로생활 경험에 바탕을 둔 텔레비전 영화 <나의 아버지들의 믿음>이 미국 현충일에 방영되었다.
한편 2007년 6월에는 부시 대통령과 매케인 등이 2007년의 포괄적 이민 개혁 법을 강력히 추진하였으나 의회의 인준을 받는 데 실패하고 토론이 종결되었다.
그의 전쟁포로경험 때문에 그는 테러와의 전쟁에서 포로들을 다루는 문제에 대해 관심이 깊었고 2005년 10월 3일에는 매케인 정치범 수정법을 제안하였다. 2005년 10월 5일 상원을 통과한 이법은 관타나모 기지에 잡혀있는 테러용의자들을 포함한 모든 경우에 있어 비인간적인 처우를 금지하는 법안이며 특히 FM 34-52라 불리는 미육군 심문교범의 기술들을 이용하여 취조하는 것을 제한하고 있다.
부시 대통령은 이 법에 대해 불만을 가지고 거부권을 행사하려 하였으나 결국 매케인의 의도대로 2005년 12월 15일 법안은 발표되었다. 이는 "이 정부에서 국내 및 해외를 포함한 모든 지역에서 국제법에 의한 고문금지를 지지하겠다는 것과 고문을 용납하지 않겠다는 것을 분명히한다."라고 명시하고 있다.

### 2008년 대선 출마
2006년 11월 15일 그는 자신의 출마를 위한 대통령선거준비위원회를 만들었고 2007년 2월 28일 공식적으로 공화당 대통령 후보 선거 지명전에 뛰어드는 것을 발표하였다.
2008년 3월 4일 '미니 슈퍼화요일'에 텍사스와 오하이오 등 4개주에서 모두 50%가 넘는 득표율로 압도적 승리를 거두며 "매직넘버"의 대의원수 1191명을 넘겨 공화당의 대선후보가 되었다. 부통령 후보자에 세라 페일린을 지목하기도 하였다. 그러나 결국 민주당의 버락 오바마 후보에게 365 대 173으로 패배하였다. 여기에 더해 전통적인 공화당 지지 주인 버지니아주, 노스캐롤라이나주, 인디애나주 그리고 네브래스카주 제2선거구에서도 패배하였다.

## 수상경력

### 군복무중 수상
- 은성무공훈장
- 재향군인공로훈장
- 동성무공훈장
- 우수비행기장
- 전쟁포로메달
- 국가방위공로메달
- 베트남참전메달
- 베트남작전메달 (베트남 공화국)

### 민간
- 용기있는 인물 상: 러스 페인골드 상원의원과 공동수상

## 저서
- Hard Call: Great Decisions and the Extraordinary People Who Made Them
- Character Is Destiny: Inspiring Stories Every Young Person Should Know and Every Adult Should Remember by John McCain, Mark Salter (Random House, October 2005) ISBN 1-4000-6412-0
- Why Courage Matters: The Way to a Braver Life by John McCain, Mark Salter (Random House, April 2004) ISBN 1-4000-6030-3
- Odysseus in America by Jonathan Shay, Max Cleland, John S. McCain (Scribner, November 2002) ISBN 0-7432-1156-1
- Worth the Fighting for: A Memoir by John McCain, Mark Salter (Random House, September 2002) ISBN 0-375-50542-3
- Unfinished Business: Afghanistan, the Middle East and Beyond — Defusing the Dangers That Threaten America's Security by Harlan Ullman, John S. McCain (Citadel Press, June 2002) ISBN 0-8065-2431-6
- Faith of My Fathers by John McCain, Mark Salter (Random House, August 1999) ISBN 0-375-50191-6
- The Reminiscences of Admiral John S. McCain, Jr., United States Navy (retired) by John S. McCain (U.S. Naval Institute, 1999) ISBN B0006RY8ZK
- "An Enduring Peace Built on Freedom: Securing America's Future" by John McCain Foreign Affairs, November/December 2007
- "How the POW's Fought Back", by John S. McCain III, Lieut. Commander, U.S. Navy, U.S. News and World Report, May 14, 1973 (reprinted for web under different title in 2008)
- 인격이 운명이다, 마크 솔터, 존 매케인 지음, 윤미나 옮김, 21세기 북스, 2006년, ISBN(13) : 9788950909352

## 역대 선거 결과
| 선거명      | 직책명                        | 대수  | 정당   | 득표율 | 득표수 (선거인단)    | 결과 | 당락                     |
| ----------- | ----------------------------- | ----- | ------ | ------ | -------------------- | ---- | ------------------------ |
| 1982년 선거 | 하원의원 (애리조나 제1선거구) | 98대  | 공화당 | 65.90% | 89,116표             | 1위  | 애리조나주 하원의원 당선 |
| 1984년 선거 | 하원의원 (애리조나 제1선거구) | 99대  | 공화당 | 78.08% | 162,418표            | 1위  | 애리조나주 하원의원 당선 |
| 1986년 선거 | 상원의원 (애리조나 제3부)     | 100대 | 공화당 | 60.48% | 521,850표            | 1위  | 애리조나주 상원의원 당선 |
| 1992년 선거 | 상원의원 (애리조나 제3부)     | 103대 | 공화당 | 55.82% | 771,395표            | 1위  | 애리조나주 상원의원 당선 |
| 1998년 선거 | 상원의원 (애리조나 제3부)     | 106대 | 공화당 | 68.75% | 696,577표            | 1위  | 애리조나주 상원의원 당선 |
| 2004년 선거 | 상원의원 (애리조나 제3부)     | 109대 | 공화당 | 76.74% | 1,505,372표          | 1위  | 애리조나주 상원의원 당선 |
| 2008년 선거 | 미국의 대통령                 | 44대  | 공화당 | 45.67% | 59,934,814표 (173명) | 2위  | 낙선                     |
| 2010년 선거 | 상원의원 (애리조나 제3부)     | 112대 | 공화당 | 59.29% | 926,372표            | 1위  | 애리조나주 상원의원 당선 |
| 2016년 선거 | 상원의원 (애리조나 제3부)     | 115대 | 공화당 | 53.74% | 1,359,267표          | 1위  | 애리조나주 상원의원 당선 |